# Prindsesse Wilhelmine (skib, 1821)
Prindsesse Wilhelmine var det danske navn på den britiske hjuldamper Kingston, der blev bygget i Storbritannien i 1821. Skibet blev i 1824 købt af en dansk ejer og indsat som det første dampskib på ruten mellem København og Lübeck. I Danmark blev hjuldamperen omdøbt til Prindsesse Wilhelmine, til ære for Frederik 6.s yngste datter. Skibet blev ombygget til tremastet skonnert i 1844 og ophugget omkring 1877.

## Under britisk flag
Kingston blev bygget i 1821 som det første skib til rederiet The Hull Steam Packet Company. Dette rederi var stiftet af investorer fra byen Thorne ved Don-floden i South Yorkshire. Blandt medlemmerne, der siden 1816 havde tjent gode penge på en dampskibsrute mellem Thorne og Hull, var værftsejeren Richard Pearson, og hans værft byggede også Kingston. Det nye skib blev sat ind på ruten mellem Hull og London, og turen tog 36 timer. Formedelst en guinea kunne man få den billigste plads i forkahytten, mens det kostede 2 gunieas, hvis man ville have forplejning ombord og en bedre kahyt. I 1822 og 1823 fik selskabet bygget to nye skibe, og der var ikke længere brug for Kingston på ruten. I stedet blev skibet i 1823 sat ind på en ny rute til Antwerpen.
Skibet blev målt op nogle gange i sin karriere, men var på omkring 120 ton. Maskineriet bestod af en encylindret dampmaskine fra Overton & Smith i Hull, på 60 normerede hestekræfter, og der kunne suppleres med effekten af den tomastede skonnertrigning. Kingstons normale driftshatighed ved damp alene var omkring 7,5 knob. Skibet var bygget af egetræ med et enkelt dæk og med saloner for 50-60 passagerer.

## Under dansk flag
I 1822 var dampskibet Caledonia i fast rutefart mellem København og Kiel, men eneretten til sejlads gjaldt ikke øst for Kiel, så derfor søgte skibsfører Mathias Büring Lou om eneret på en rute mellem København og Lübeck, med finansmanden Frederik Hagen som økonomisk bagmand. Tilladelsen kom ikke, men Lou fik året efter tilsagn fra senatet i Lübeck om lodsfrihed på Travefloden og afgiftslempelser i 10 år. I Danmark var Lou og Hagen oppe mod det danske postvæsen, som frygtede for indtægtstab fra gæstgiverier og færgesteder og for at passagerer skulle "smugle" post med på ruten, så etaten tabte penge. Det lykkedes postvæsenet at få genindført en gammel forordning, der betød, at passagererne skulle betale en afgift, for "forventet portotab" og der blev indført en bureaukratisk procedure ved ind- og udklarering. På trods af denne chikane havde Lou og Hagen alligevel mod på ruten, og Hagen købte i marts 1824 (for 5.000 £) Kingston, som blev omdøbt til Prindsesse Wilhelmine (ses også stavet uden "d"). Skibet kom i fast rutefart til Lübeck, og lige som Caledonia tilbragte det søndagene med lystsejlads på Sundet. I 1827 blødte postvæsenet op på sin politik og indrykkede en meddelelse i Statstidende, hvor man gav publikum mulighed for at sende post med den nye rute, blot kuverterne blev behørigt mærket. Fra 1830 delte det ruten med Frederik VI (som både besejlede Lübeck og Kiel), og skibets sejlads fortsatte til 1833, da afgiftslempelserne og lodsfritagelsen bortfaldt.
Prindsesse Wilhelmine blev sat til salg i 1833, og der meldte sig hurtigt en køber. I københavnske erhvervskredse havde man set med bekymring på det faktum, at den netop åbnede Göta kanal tilbød bugserhjælp med dampskibe, mens de skibe, der stod gennem Øresund (og betalte Øresundstold) ikke fik samme service. Det kunne flytte omsætning til Sverige. Derfor blev det udvirket, at Prindsesse Wilhelmine blev købt (for 12.000 rdl) af Øresunds Toldkammers Fattigkasse, der rådede over en del midler. Skibets maskinkraft var faktisk lige i underkanten til bugsertjeneste, og det endte med, at fattigkassen måtte punge ud med betaling for et nyt maskineri i 1838. Samme år udførte dampskibet sin mest berømte bugsering, da det slæbte fregatten Rota – med Bertel Thorvaldsen og mange af hans værker ombord – fra Helsingør til en ventende folkemængde i København. I 1844 sluttede Prindsesse Wilhelmines karriere som dampskib. General-Toldkammeret og Commerce Collegiet i København fik bygget bugserdamperen Hertha, og det dyrt indkøbte maskineri fulgte med over i det nye skib.
Det forhenværende dampskib blev i november 1844 købt (for 1.220 rdl) af skibsværftsejer Jens Steffen Kaas, København, der i løbet af det følgende år fik det bygget om til en tremastet skonnert (eller bark) med navnet Hydra og anvendte det i oversøisk fart. Hydra skiftede ejere både i 1863 og 1869, men i marts 1870 strandede det ved Mariager Fjord og vraget blev solgt til A. Nielsen i Odder. Han fik skibet sat i stand, og i oktober 1870 blev det solgt til svenske ejere. I årene fra 1871 til 1877 var det ejet af L. Cramér i Rone på Gotland, og derefter er dets skæbne ukendt. I svensk tjeneste bar det navnet Maria Karolina.